# Арним-Бойценбург, Ганс Георг фон
Ганс Георг фон Арним-Бойценбург (нем. Hans Georg von Arnim-Boitzenburg; 1583, Бойценбургер-Ланд — 28 апреля 1641, Дрезден) — имперский фельдмаршал (30 апреля 1628), приобретший известность во время Тридцатилетней войны.

## Биография
Ганс Георг фон Арним родился в 1581 году в Бойценбургер-Ланде в брандербургской дворянской семье Арним. Начал службу в шведских войсках, затем служил в польских вооружённых силах, а в 1626 году в чине полковника перешёл имперскую армию.
Он был доверенным лицом Альбрехта фон Валленштейна, поручившего ему осаду Стральзунда; затем Арним был послан в Польшу для действий против шведов и в 1628 году возведен в чин фельдмаршала.
Ревностный протестант, он не сочувствовал политике императора, вышел в отставку, 21 июня 1631 года с чином генерал-фельдмаршала поступил на службу к саксонского курфюрста Иоганну Георгу I, которому содействовал в заключении союза с Густавом Адольфом имевшего под своим началом из одну из самых боеспособных армий XVII века.
17 сентября 1631 года в сражении под Брейтенфельдом Ганс Георг фон Арним командовал саксонскими войсками, затем вторгся в Силезию и Богемию, после чего овладел Прагой. Не будучи в состояния держаться в Богемии против Валленштейна, он продолжал довольно удачно действовать в Силезии. В продолжение военных действий он не переставал поддерживать отношения с Альбрехтом фон Валленштейном; но, вследствие гибели последнего, их тайные переговоры не повели ни к чему. Когда Валленштейн был убит, Арним возобновил военные действия и одержал целый ряд успехов над императорскими войсками.
В 1635 году, по заключении Пражского мира, Арним вышел в отставку и поселился в своём родовом имении. Здесь по обвинению во враждебных замыслах против Швеции он был арестован (7 марта 1637) и отвезен в Стокгольм. Однако, ему удалось спастись бегством; по прошествии некоторого времени он снова был принят (24 ноября 1632), с чином генерал-лейтенанта, на службу — одновременно и к императору и к курфюрсту.
8 апреля 1641 вновь на службе у императора с чином фельдмаршала.
Ганс Георг фон Арним скончался 28 апреля 1641 года в Дрездене.